# 遠足
遠足（えんそく）は、主に学校において校外へ出かける日帰り程度の旅行のことをいう。

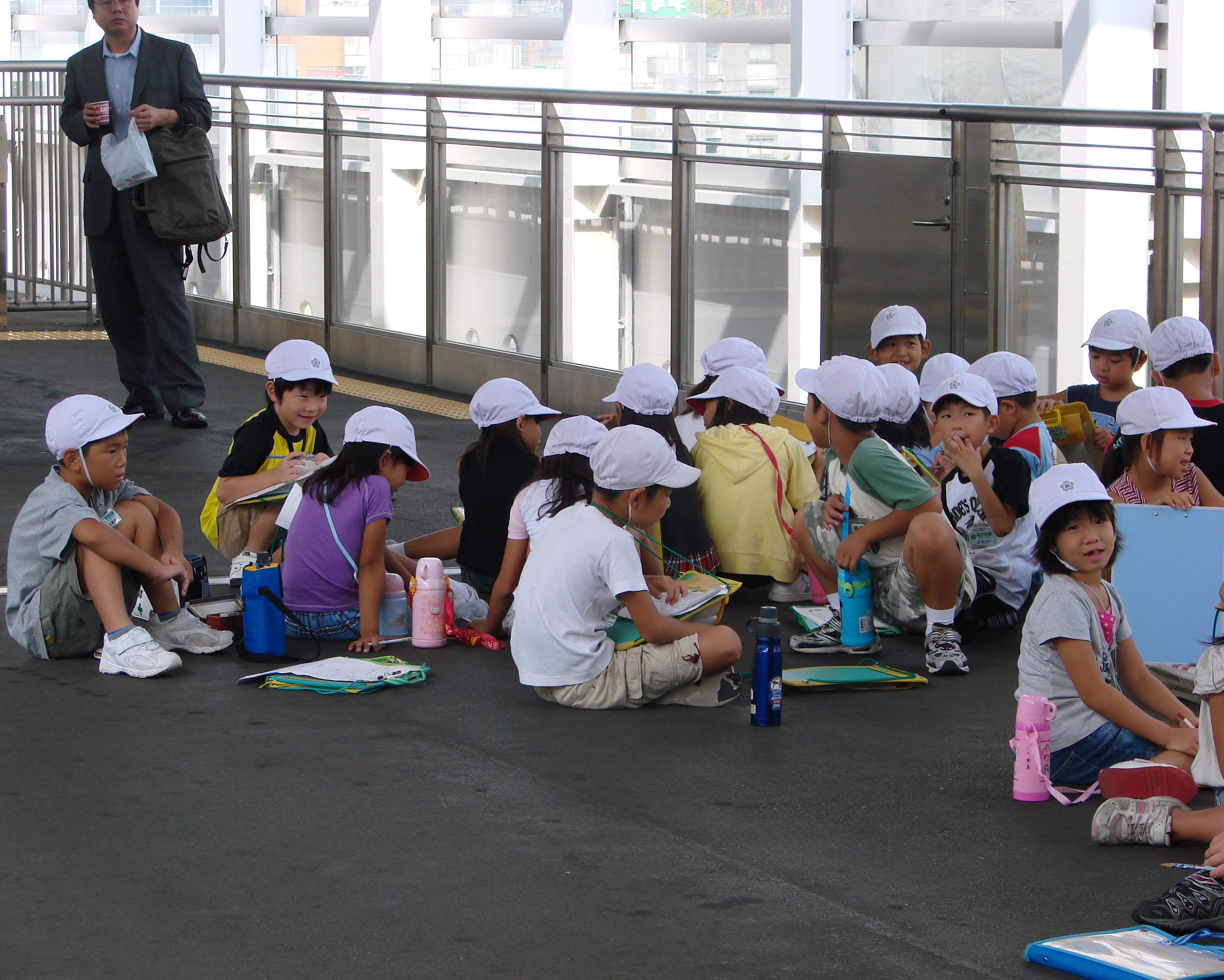
遠足の子どもたちの例。駅のプラットホームにて。

## 日本における遠足
小学校及び中学校の学習指導要領解説の「特別活動編」において「遠足・集団宿泊的行事」として定められた学校行事である。そのねらいとして、学校における学習活動を充実発展させる、教師と児童（生徒）、児童（生徒）相互の人間的な触れ合いを深める、基本的な生活習慣や公衆道徳などについての体験を積むことなどが定められている。幼稚園や高等学校でも実施されることがある（ただし高等学校学習指導要領では「旅行・集団宿泊的行事」となっている）。
1968年（昭和43年）には文部省（当時）から「小学校、中学校、高等学校等の遠足・修学旅行について」という通達が出された。
なお、社会科見学・理科の野外観察・生活科の校外探検活動も「遠足」と呼び習わすこともある。

### 起源

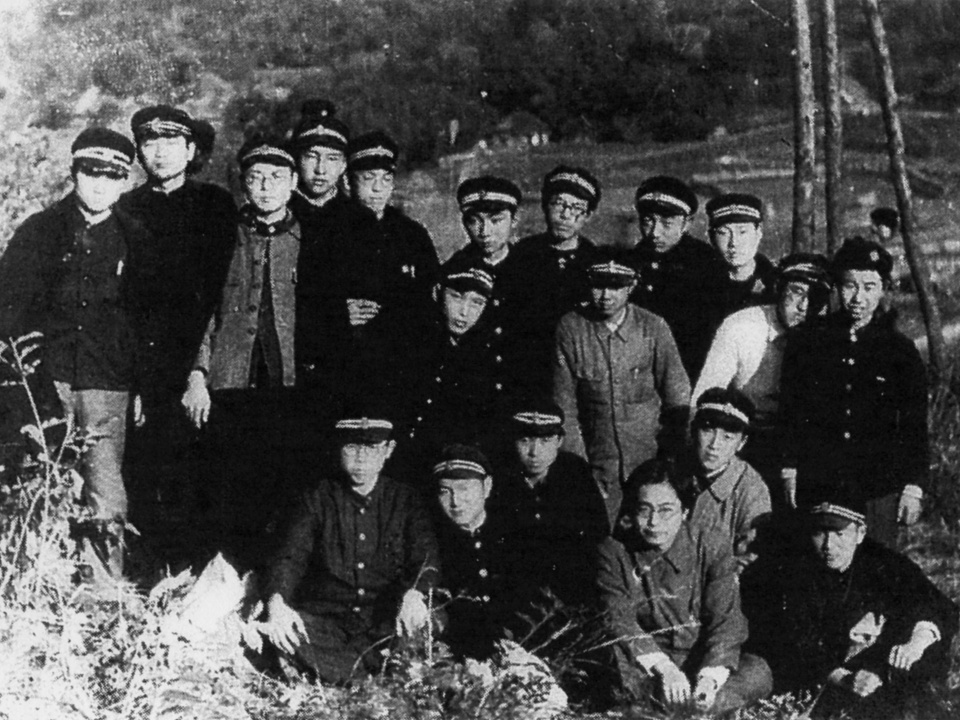
旧制武蔵高校の遠足（1946年秋）

「遠足」の語は、遠方に行く・足を延ばすの意味で江戸末期には用いられていた。
学校行事としての遠足の起源に関しては諸説あり様々な研究が行われている。
1886年（明治19年）に東京師範学校が実施した「長途遠足」（兵式体操演習とともに学術研究を行った）は、「修学旅行の嚆矢」としても知られている。明治20年4月14日付けで、東京府北豊島区峡田小学校が飛鳥山への遠足を東京府学務課に届けた記録があり、本郷区誠之尋常高等小学校の学校日誌には、高等科生を主として汽車を利用して鎌倉や江ノ島、南多摩郡百草村などへの遠出や上級学校、練兵場の見学などの記載が見られる。
また、1900年（明治33年 ）の文部省通達（第3次小学校令）で、兵式教練（歩兵操典第一部基本教練）の一環として、遠足、水泳、氷辷、舟漕を遊戯として取り入れるよう指示されていた。

### 行き先
遠足の行き先は、経費が適切であること、学びに役立つ場所であること、昼食のとれる場所があることなどが考慮される。
埼玉県や東京都からの年100グループ以上の遠足が訪れる巾着田を中心とする高麗郷（こまごう）では、所管する日高市が2017年4月8日、「遠足の聖地」を宣言した。大人の観光や移住者誘致への波及効果も期待している。

### おやつ
日本の遠足では各自がおやつを持参する習慣がみられた。ふつうは総額で300円など上限があり、店舗へ出向きこの範囲内でやりくりして購入するのも、社会勉強の一環とされた。
しかし、2010年代後半から食物アレルギー対策として、遠足でのおやつの持参や交換を禁止する小学校も多くなっている。

## フィールドトリップ
アメリカ合衆国の小学校では日帰りのフィールド・トリップを取り入れている学校もあり、ハワイの小学校ではサトイモ系の植物の畑（タロパッチ）やフィッシュポンド（養殖池）への訪問など体験型のものが多い。
なお、フィールドトリップには企業が主催して参加するものなども広く含まれ、必ずしも学校行事に限定した概念ではない。